# Salix helvetica
Salix helvetica — вид квіткових рослин із родини вербових (Salicaceae).

## Морфологічна характеристика
Це кущ 0.5–1.5 метра заввишки.

## Середовище проживання
Австрія, материкова частина Франції, материкова частина Італії, Ліхтенштейн, Польща, Словаччина, Швейцарія. Росте у вологих районах у субальпійських і альпійських областях. Він також часто росте над межею дерев у районах вічної мерзлоти в Європейських Альпах.

## Загрози
Немає відомих загроз для цього виду.

## Використання
Конкретних відомостей про використання цього виду немає.

## Галерея

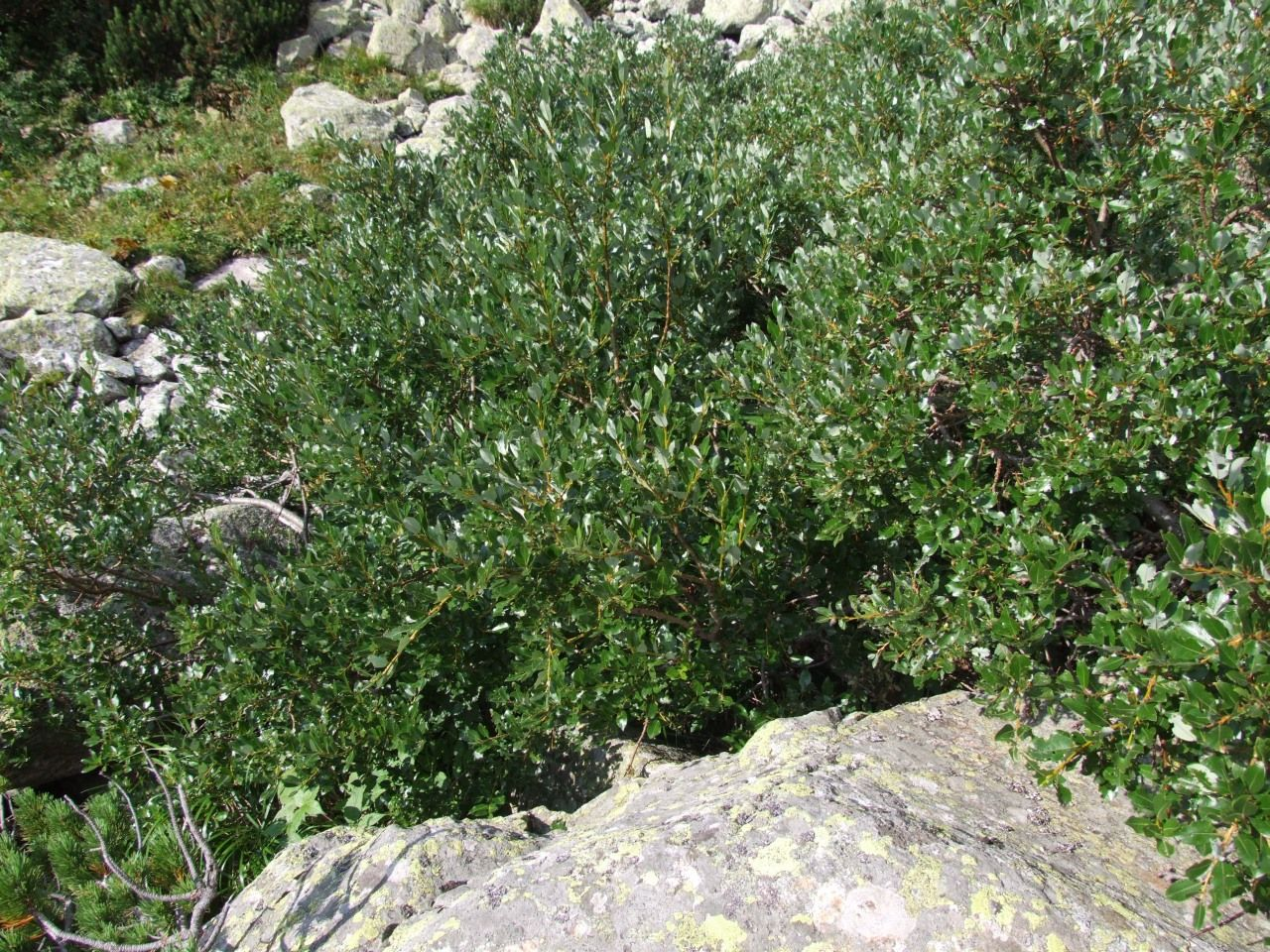
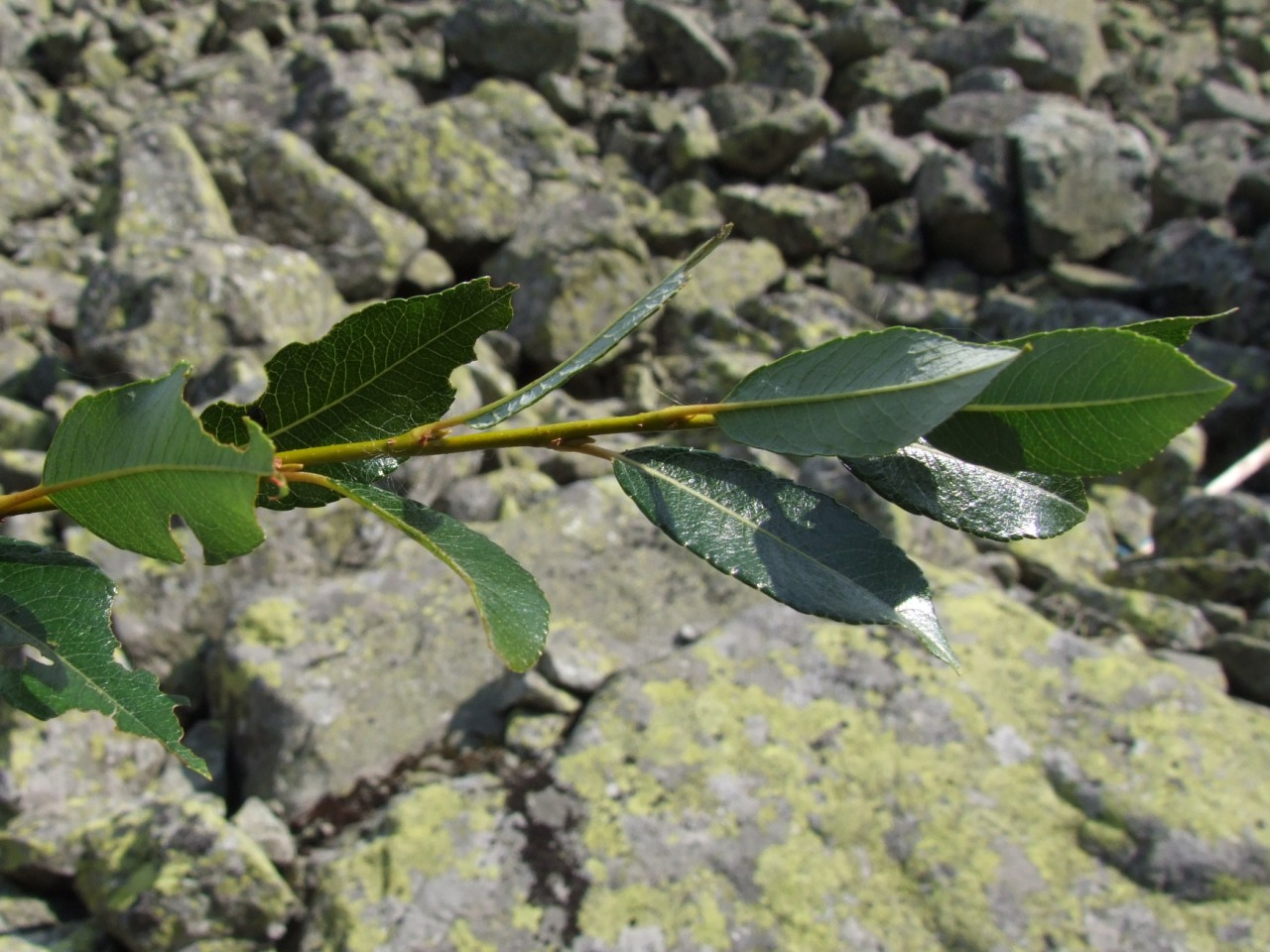
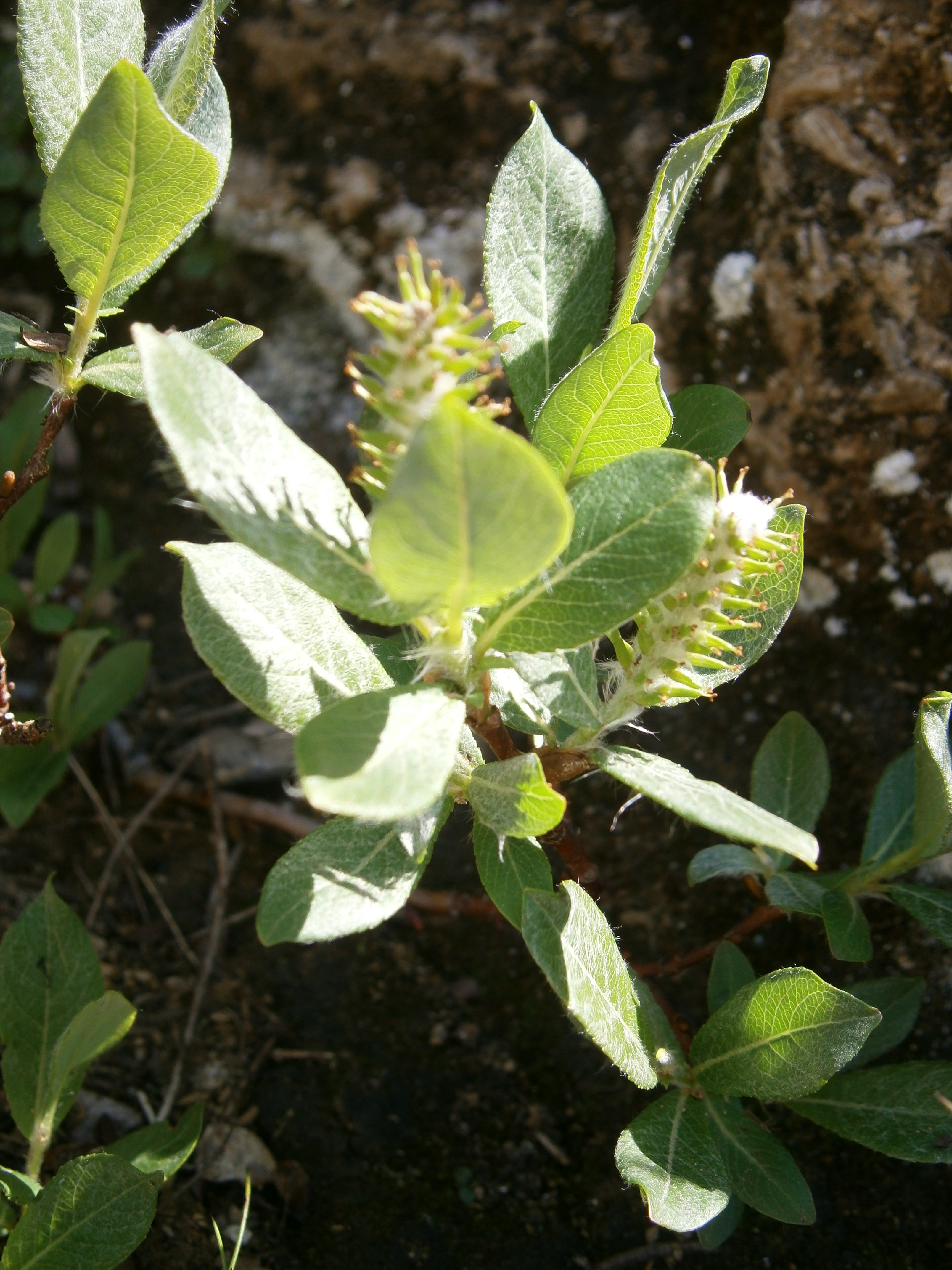
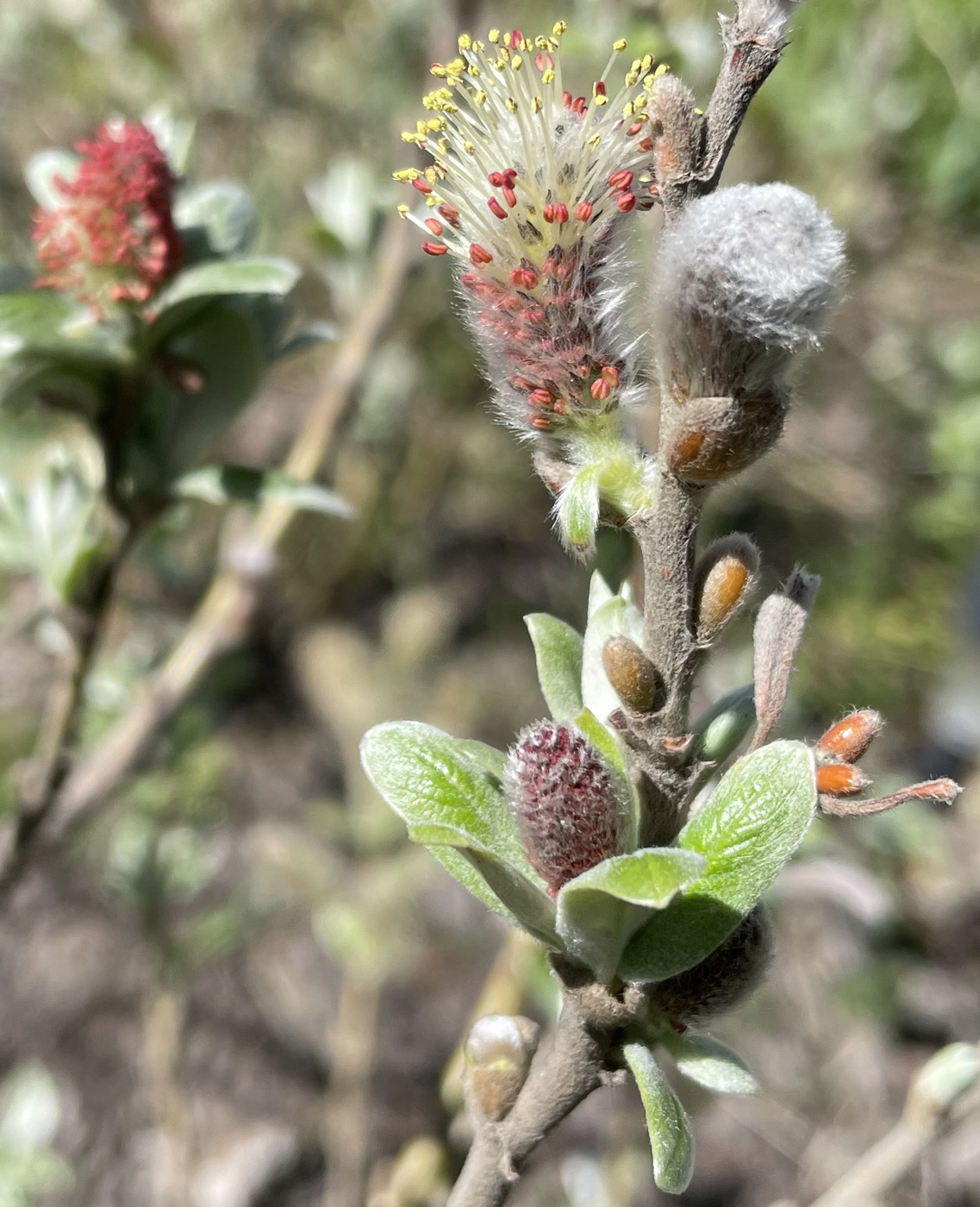